# Plaque d'immatriculation kazakhe
 (mars 2025).
Si vous disposez d'ouvrages ou d'articles de référence ou si vous connaissez des sites web de qualité traitant du thème abordé ici, merci de compléter l'article en donnant les références utiles à sa vérifiabilité et en les liant à la section « Notes et références ».

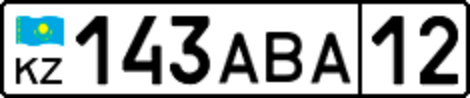
Plaque d'immatriculation kazakhe actuellement en vigueur.

Les plaques d'immatriculation en vigueur au Kazakhstan comportent des caractères noirs sur fond blanc et sur le côté gauche le drapeau du Kazakhstan accompagné des initiales KZ. 2 chiffres se situent dans un carré sur la droite et le reste de la plaque affiche 3 chiffres et 3 lettres. Ce système d'immatriculation fut introduit en 2011 et mis en application à partir d'août 2012[réf. souhaitée]

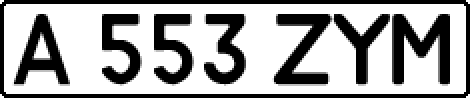
Plaque d'immatriculation d'un véhicule enregistré à Almaty.
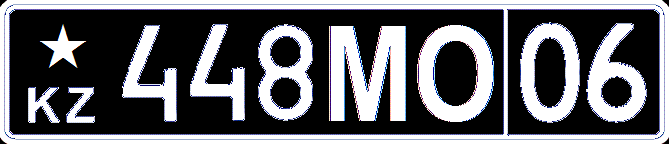
Plaque d'immatriculation militaire.
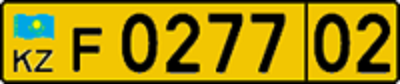
Plaque d'immatriculation pour non-résident.
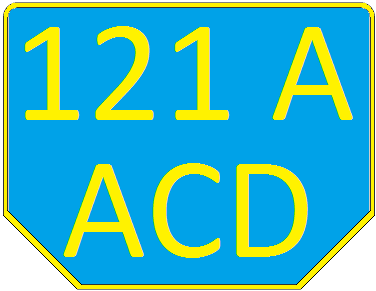
Plaque d'immatriculation de tracteur agricole.